# Naples (Wisconsin)
Naples è un centro abitato (town) degli Stati Uniti d'America situato nella contea di Buffalo nello Stato del Wisconsin. La popolazione era di 691 persone al censimento del 2010.

## Geografia fisica
Secondo lo United States Census Bureau, ha un'area totale di 35,4 miglia quadrate (91,8 km²).

## Società

### Evoluzione demografica
Secondo il censimento del 2000, c'erano 584 persone.

### Etnie e minoranze straniere
Secondo il censimento del 2000, la composizione etnica della città era formata dal 99,14% di bianchi, lo 0,51% di nativi americani, e lo 0,34% di due o più etnie. Ispanici o latinos di qualunque razza erano lo 0,86% della popolazione.